# 穆罕默德·本·蘇來曼
穆罕默德·本·蘇來曼（II. Muhammed，?—?），西喀喇汗国第10代汗，蘇來曼·本·達吾提之子。1102年，基博拉伊尔之后，穆罕默德·本·蘇來曼被塞尔柱王朝立为西喀喇汗。西喀喇汗国是塞尔柱王朝的附庸，穆罕默德·本·蘇來曼在位很长，建立了不少大工程，当时塞尔柱王朝日渐衰落，穆罕默德·本·蘇來曼作出了脱离塞尔柱王朝的行动，失败。1130年，塞尔柱王朝改任其弟伊卜拉欣为喀喇汗。
| 前任： 基博拉伊尔 | 西喀喇汗国可汗 1102年—1130年 | 繼任： 伊卜拉欣 |